# دارمرو (مقاطعة دلفان)
دارمرو (بالفارسية: دارمرو) هي قرية تقع في قسم كاكاوند الشرقي الريفي (مقاطعة دلفان) في إيران. يقدر عدد سكانها بـ 0 نسمة بحسب إحصاء 2016.